# Gauliga Baden 1937/38
Die Gauliga Baden 1937/38 war die fünfte Spielzeit der Gauliga Baden im Fußball. Sie begann am 12. September 1937 und endete am 27. März 1938. Die Meisterschaft wurde am letzten Spieltag mit einem „Endspiel“ entschieden, als die punktgleichen Mannschaften des VfR Mannheim und des 1. FC Pforzheim aufeinandertrafen. Der VfR entschied die Partie vor 19.000 Zuschauern im heimischen Stadion an den Brauereien mit 1:0 für sich und löste damit den Stadtrivalen SV Waldhof als Meister ab. In der anschließenden Endrunde um die deutsche Meisterschaft verpasste der VfR den Einzug ins Halbfinale nur knapp. Den Gang in die Bezirksklasse mussten der Aufsteiger Kehler FV sowie Germania Brötzingen antreten, die am Saisonende abgeschlagen die beiden letzten Plätze belegten.

## Kreuztabelle
Die Kreuztabelle stellt die Ergebnisse aller Spiele dieser Saison dar. Die Heimmannschaft ist in der linken Spalte, die Gastmannschaft in der oberen Zeile aufgelistet.
| 1937/38                | VfR Mannheim | 1. FC Pforzheim | SV Waldhof Mannheim | VfL Neckarau | Freiburger FC | FC Phönix Karlsruhe | SpVgg Sandhofen | VfB Mühlburg | Kehler FV | FC Germania Brötzingen |
| ---------------------- | ------------ | --------------- | ------------------- | ------------ | ------------- | ------------------- | --------------- | ------------ | --------- | ---------------------- |
| VfR Mannheim           |              | 1:0             | 3:2                 | 2:2          | 1:0           | 0:1                 | 2:0             | 4:2          | 6:1       | 2:1                    |
| 1. FC Pforzheim        | 2:3          |                 | 3:2                 | 3:0          | 3:1           | 4:1                 | 6:1             | 3:1          | 3:0       | 3:2                    |
| SV Mannheim-Waldhof 07 | 2:2          | 3:3             |                     | 1:2          | 2:0           | 6:1                 | 2:0             | 2:0          | 4:1       | 8:1                    |
| VfL Neckarau           | 0:1          | 0:2             | 3:1                 |              | 2:1           | 1:1                 | 3:0             | 3:2          | 3:0       | 4:1                    |
| Freiburger FC          | 5:2          | 0:0             | 0:2                 | 2:1          |               | 0:0                 | 1:0             | 3:1          | 1:1       | 5:0                    |
| FC Phönix Karlsruhe    | 1:4          | 1:1             | 1:2                 | 1:1          | 2:3           |                     | 4:1             | 3:0          | 5:0       | 3:1                    |
| SpVgg Sandhofen        | 1:2          | 0:0             | 2:3                 | 1:0          | 4:1           | 4:0                 |                 | 2:1          | 2:1       | 1:1                    |
| VfB Mühlburg           | 2:0          | 2:1             | 1:1                 | 0:3          | 1:3           | 2:0                 | 4:0             |              | 3:2       | 4:1                    |
| Kehler FV              | 1:4          | 0:3             | 0:3                 | 1:1          | 0:4           | 0:2                 | 0:1             | 4:1          |           | 0:0                    |
| FC Germania Brötzingen | 1:4          | 1:5             | 2:1                 | 0:3          | 1:1           | 1:2                 | 0:1             | 0:1          | 2:3       |                        |

## Abschlusstabelle
| Pl. | Verein                     | Sp. | S  | U | N  | Tore    | Quote | Punkte |
| --- | -------------------------- | --- | -- | - | -- | ------- | ----- | ------ |
| 1.  | VfR Mannheim               | 18  | 13 | 2 | 3  | 043:240 | 1,79  | 28:80  |
| 2.  | 1. FC Pforzheim            | 18  | 11 | 4 | 3  | 045:190 | 2,37  | 26:10  |
| 3.  | SV Mannheim-Waldhof 07 (M) | 18  | 10 | 3 | 5  | 047:250 | 1,88  | 23:13  |
| 4.  | VfL Neckarau               | 18  | 9  | 4 | 5  | 032:200 | 1,60  | 22:14  |
| 5.  | Freiburger FC              | 18  | 8  | 4 | 6  | 031:230 | 1,35  | 20:16  |
| 6.  | FC Phönix Karlsruhe (N)    | 18  | 7  | 4 | 7  | 029:310 | 0,94  | 18:18  |
| 7.  | SpVgg Sandhofen            | 18  | 7  | 2 | 9  | 021:310 | 0,68  | 16:20  |
| 8.  | VfB Mühlburg               | 18  | 7  | 1 | 10 | 028:350 | 0,80  | 15:21  |
| 9.  | Kehler FV (N)              | 18  | 2  | 3 | 13 | 015:480 | 0,31  | 07:29  |
| 10. | FC Germania Brötzingen     | 18  | 1  | 3 | 14 | 016:510 | 0,31  | 05:31  |

| (M) | Titelverteidiger               |
| (N) | Aufsteiger aus der Bezirksliga |

## Aufstiegsrunde
Erneut waren die Meister der sieben Bezirksklassen für die Aufstiegsrunde qualifiziert. Erstmals wurde die Aufstiegsrunde in zwei Gruppen ausgespielt, beide Gruppensieger stiegen zur kommenden Spielzeit in die Gauliga auf.

### Gruppe Nord
| Pl. | Verein                                                            | Sp. | S | U | N | Tore    | Quote | Punkte |
| --- | ----------------------------------------------------------------- | --- | - | - | - | ------- | ----- | ------ |
| 1.  | Karlsruher FV (Sieger Bezirksklasse III Mittelbaden-Nord)         | 6   | 4 | 2 | 0 | 023:400 | 5,75  | 10:20  |
| 2.  | SpVgg Amicitia Viernheim (Sieger Bezirksklasse I Unterbaden-West) | 6   | 4 | 1 | 1 | 016:900 | 1,78  | 09:30  |
| 3.  | TSG Plankstadt (Sieger Bezirksklasse II Unterbaden-Ost)           | 6   | 1 | 1 | 4 | 006:180 | 0,33  | 03:90  |
| 4.  | VfR Pforzheim (Sieger Bezirksklasse IV Mittelbaden-Süd)           | 6   | 0 | 2 | 4 | 007:210 | 0,33  | 02:10  |

### Gruppe Süd
| Pl. | Verein                                                      | Sp. | S | U | N | Tore    | Quote | Punkte |
| --- | ----------------------------------------------------------- | --- | - | - | - | ------- | ----- | ------ |
| 1.  | Offenburger FV (Sieger Bezirksklasse V Oberbaden-Nord)      | 4   | 3 | 0 | 1 | 007:400 | 1,75  | 06:20  |
| 2.  | SC i.d. FT Freiburg (Sieger Bezirksklasse VI Oberbaden-Süd) | 4   | 2 | 0 | 2 | 014:800 | 1,75  | 04:40  |
| 3.  | VfR Konstanz (Sieger Bezirksklasse VII Konstanz)            | 4   | 1 | 0 | 3 | 007:160 | 0,44  | 02:60  |

## Statistiken

### Torschützen
| Rang             | Spieler             | Verein              | Tore |
| ---------------- | ------------------- | ------------------- | ---- |
| 1                | Anton Lutz          | VfR Mannheim        | 12   |
| 2                | Karl Bielmeier      | SV Waldhof Mannheim | 11   |
| 2                | Kurt Langenbein     | VfR Mannheim        | 11   |
| 4                | Erich Fischer       | 1. FC Pforzheim     | 10   |
| Otto Schwörer    | VfB Mühlburg        | 10                  |      |
| Otto Siffling    | SV Waldhof Mannheim | 10                  |      |
| Karl Striebinger | VfR Mannheim        | 10                  |      |

### Zuschauer
|         | Verein                 | Zuschauer | pro Spiel |
| ------- | ---------------------- | --------- | --------- |
| 01.     | VfR Mannheim           | 70.750    | 7.861     |
| 02.     | SV Mannheim-Waldhof 07 | 61.750    | 6.861     |
| 03.     | VfL Neckarau           | 34.250    | 3.806     |
| 04.     | 1. FC Pforzheim        | 33.750    | 3.750     |
| 05.     | FC Phönix Karlsruhe    | 27.000    | 3.000     |
| 06.     | VfB Mühlburg           | 26.500    | 2.944     |
| 07.     | SpVgg Sandhofen        | 24.650    | 2.739     |
| 08.     | Freiburger FC          | 21.550    | 2.394     |
| 09.     | FC Germania Brötzingen | 15.300    | 1.700     |
| 10.     | Kehler FV              | 10.750    | 1.194     |
| Gesamt: | Gesamt:                | 326.250   | 3.625     |

- Spiel mit den meisten Zuschauern: VfR Mannheim – 1. FC Pforzheim (20. März 1938; 19.000 Zuschauer)
- Spiel mit den wenigsten Zuschauern: FC Germania Brötzingen – SV Mannheim-Waldhof 07 (13. März 1938; 250 Zuschauer)